# Submarine Titans
Submarine Titans (viết tắt ST) là một trò chơi máy tính thuộc thể loại chiến lược thời gian thực lấy bối cảnh khoa học viễn tưởng do hãng Ellipse Studios phát triển và Strategy First phát hành vào ngày 9 tháng 8 năm 2000.

## Cốt truyện
Cùng với trào lưu các game chiến thuật lúc đó, câu chuyện của Submarine Titans (ST) bắt đầu với ngày tàn của nhân loại. Trong một tương lai không quá xa, năm 2037, một nhóm các nhà thiên văn học phát hiện ra một thiện thạch khổng lồ mà người ta đặt tên là Clark đang tiến về phía trái đất. Một vụ va chạm khủng khiếp là không thể tránh khỏi. Tin tức này sau khi lan ra đã gây nên một làn sóng hỗn loạn tột độ trên toàn thế giới.
Được sự ủng hộ tài chính dồi dào từ các nhà tài phiệt giàu có, EcoOctopus, một tổ chức sinh thái học đã bắt tay vào nghiên cứu việc phát triển những môi trường sống mới cho loài người: nhằm chuẩn bị đối phó với thảm họa đáy đại dương. Họ đã thành công. Dự án xây dựng những thành phố dưới đáy biển nhanh chóng được xúc tiến. Trong khi đó, được sự ủng hộ tích cực từ những tổ chức vô chính phủ, United Nations (Liên Hợp Quốc) tập hợp lưc lượng quân đội trên khắp thế giới, thành lập nên tổ chức United Nations Combined Earth Defense Force (tạm dịch: Liên Minh Phòng Vệ Trái Đất) gọi tắt là UNCED, hoạt động dưới danh nghĩa bảo đảm sự an toàn cho các nguồn tài nguyên và giữ gìn an ninh thế giới, nhưng thực chất là dùng vũ trang để thực hiện tham vọng thực sự: thống trị thế giới. Với mưu đồ này, UNCED đã phát động chiến tranh với EcoOctopus.
Năm 2047, thiên thạch Clark đâm vào trái đất. Vụ nổ đã quét sạch toàn bộ bề mặt trái đất, làm tan chảy các tảng băng ở 2 đầu địa cực khiến mực nước biển dâng cao vài chục mét. Loài người gần như bị diệt vong. Tuy vậy EcoOctopus và UNCED hầu như không bị ảnh hưởng gì bởi họ đã thiết lập được những căn cứ rất hiện đại dưới lòng biển. Trong những năm 2085-2095, EcoOctopus đã tìm ra một tài nguyên mới từ những mảnh vỡ của quả thiên thạch Clark, chất Corium 276. Dĩ nhiên, UNCED không để cho EcoOctopus một mình hưởng lợi. Hai phe lại tiếp tục cuộc chiến chưa phân thắng bại của 60 năm trước. Cùng với Corium 276, EcoOctopus còn phát hiện ra Silicons, một chủng tộc người ngoài hành tinh vốn đang khai khoáng trên quả thiên thạch lúc nó đâm vào trái đất. Với ý định thu thập đủ tài nguyên để rời khỏi trái đất, những người Silicons đã tấn công cả hai phe kia. Thế là, với UNCED biệt danh White Sharks (cá mập trắng), EcoOctopus dưới tên mới Black Octopi (bạch tuộc đen) và Silicons, một cuộc chiến tranh giành quyền kiểm soát thế giới nước bắt đầu bùng nổ, người chơi sẽ nhập cuộc vào năm 2115.

## Cách chơi
ST là một game chiến lược thời gian thực (real time strategy) dạng truyền thống. Cũng như Starcraft hay Age of Kings, cộng việc chính của người chơi là: khai thác tài nguyên, xây dựng căn cứ và phát triển quân đội, phòng thủ và tấn công tiêu diệt kẻ thù. Có 3 phe cho người chơi chọn lựa là White Sharks (WS), Black Octopi (BO) và Silicons. WS là phe rất hiếu chiến, có lực lượng quân đội hùng mạnh, được trang bị tốt, nhưng lại chậm chạp. BO tuy quân sự thiếu phát triển nhưng bù lại họ có nền khoa học kỹ thuật rất tiên tiến có khả năng chế tạo những vũ khí tốt nhất. Trong khi đó, phe Silicons (có thể coi Silicons là sự kết hợp của Protoss và Zerg trong StarCraft) kết hợp những đặc điểm của hai phe kia. Ở chế độ chơi Campaign (chiến dịch), với mỗi phe người chơi sẽ phải thực hiện nhiệm vụ khác nhau, từ phòng thủ căn cứ đến tiêu diệt mục tiêu. 10 nhiệm vụ tuy hơi ít nhưng thực tế người chơi sẽ phải tốn rất nhiều thời gian để hoàn thành vì máy tính khá là thông minh. Ngoài ra game còn có thêm chế độ Battles (trận đánh hay còn còn gọi là Skirmish (giao tranh)).
Ngoài những bản đồ có sẵn, người chơi có thể tự tạo riêng cho mình những bản đồ khác bằng công cụ Scenario Editor (tạo màn). Ngoài ra, ST còn hỗ trợ chế độ chơi nhiều người hoặc còn gọi là chơi mạng (Multiplayer) qua Internet hay LAN với số người tham gia lên đến 24. Cũng như các game RTS khác, khai khoáng và nghiên cứu là hai mặt quan trọng nhất trong ST. Có đến năm loại tài nguyên trong ST: Metal (kimloại), Corium 276, Gold (vàng), Air (không khí) và Silicons. Sự phong phú về số lượng tài nguyên khiến người chơi phải suy tính thật kỹ lưỡng trong việc phân phối chúng cho những hoạt động khác nhau. Hơn nữa, người chơi có thể xây dựng được những trung tâm giao dịch, buôn bán, cho phép người chơi trao đổi tài nguyên với người trên mặt đất. Đây là một điểm khá lý thú của game. Tổng cộng có đến 72 loại công trình và đơn vị khác nhau chia đều cho 3 phe. Chính vì vậy, không phải phe nào có số lượng quân lính nhiều là sẽ thắng mà còn phụ thuộc vào chất lượng của quân đoàn đó nữa. Đặc biệt, người chơi có thể ăn cắp công nghệ của đối phương (bằng cách bắt sống một tàu ngầm của phe địch và nghiên cứu nó).
Kể từ Warcraft, các game RTS thường lấy bối cảnh của các cuộc chiến trên mặt đất, trên không và trên mặt biển. Người chơi sẽ có một cái nhìn hoàn toàn khác về thể loại này khi đến với ST. Đó là môi trường chiến đấu hoàn toàn dưới đáy biển. Quân đội của người chơi chủ yếu sẽ là những chiếc tàu ngầm, từ loại tàu ngầm xây dựng đến chiến đấu và những loại tàu ngầm chuyên dụng. Ngoài ra, mỗi phe sẽ có 1 hay hai loại lính đặc biệt. Chúng ất đắt và khó tạo nhưng lại cực kỳ hữu dụng. Cũng nên chú ý rằng, lượngthủy lôi, đạn dược mà mỗi tàu ngầm có thể đem theo là hạn chế. Người chơi phải xây dựngnhững kho đạn dược để cung cấp cho chúng. Một chiến thuật khá hiệu quả là phá hủy những kho vũ khí của kẻ thù rồi mới ra tay tiêu diệt. Một đặc điểm thú vị khác nữa là độ sâu. Các loại tàu ngầm có thể lên xuống 5 độ sâu khác nhau. Yếu tố này tạo điều kiện cho nhiều chiến thuật điều quân khác nhau vì hầu hết các loại tàu ngầm chỉ có thể tấn công tàu địch khi chúng ở cùng một độ sâu với nhau, chỉ có vài loại tàu ngầm đặc biệt là có thể tấn công kẻ thù từ những độ sâu khác. Hơn nữa, sự phân biệt độ sâu còn ảnh hưởng rất lớn đến khả năng phòng thủ của căn cứ. Các lô cốt của người chơi sẽ hoạt động hiệu quả hơn khi được đặt trên những vách đá hay mỏm núi, ngược lại chúng sẽ rơi vào thế hoàn toàn bất lợi nếu bị đối phương rải thủy lôi từ trên cao. Tính chất này còn tăng thêm tính hiện thực, một điều không thể thiếu trong các game chiến thuật. Người chơi lúc đầu sẽ không quan tâm mấy đến điều này vì quan niệm rằng: trong một cuộc chiến hỗn độn thì quân ai đông hơn sẽ thắng. Thực tế không phải vậy. Nếu người chơi biết tận dụng địa thế lòng biển và độ sâu, chắc chắn tổn thất sẽ giảm đáng kể và chiến thắng khó lọt khỏi tầm tay.
Là một trong những game RTS ra sau, nên ST tiếp thu được thế mạnh của những game khác như Total Annihilation, Starcraft hay Command & Conquer: Tiberian Sun như: khả năng tạo và chọn nhóm, di chuyển theo đội hình, chọn vùng tấn công và phòng thủ, khả năng tàng hình, dịch chuyển quân tức thời (Teleport) và nhiều mặt mạnh khác. Tuy nhiên, hãng sản xuất đã rất cố gắng trong việc tạo ra nét riêng độc đáo cho ST và họ đã thành công. Có lẽ, điểm mới lạ và hay nhất của ST chính là khả năng trợ giúp của máy tính (Computer Assistance). Chức năng này cho phép máy tính giúp người chơi quản lý một số công việc như phần khai khoáng, phòng thủ, hay thậm chí tự động quản lý tất cả trong lúc người chơi tập trung vào phần điều binh bố trận trong game. Tuy là trợ giúp nhưng máy tính hông suy nghĩ một cách máy móc mà nó dựa trên nền tảng mà người chơi đã tạo ra để điều hành công việc. Ví dụ: nếu người chơi có thiên hứng tập trung vào việc nghiên cứu những công nghệ mới, máy tính sẽ giúp người chơi xây dựng thêm những mỏ vàng và phân phối số lượng vàng đó sao cho thích hợp với chiến lược do người chơi đề ra.

## Đồ họa
Nhìn chung, ST là một game RTS dạng 2D truyền thống. Tuy nhiên, Ellipse Studio đã sử dụng những công nghệ dựng hình đồ họa 3D tiên tiến nhất để tăng hiệu quả hình ảnh cho game đến mức tối đa. Địa hình trong ST được dựng 3D rất công phu gây ấn tượng hiện thực cao, từ những ngọn núi, vách đá…đến khe nứt đều có độ cao thấp và chiều sâu riêng. Điều này không chỉ tô điểm thêm cho bộ mặt của game mà còn mang đậm tính chiến thuật. Nếu tàu ngầm phe địch di chuyển đằng sau một vách núi thì người chơi không thể trông thấy được và ngược lại. Các công trình và đơn vị trong ST cũng được thiết kế rất chi tiết, từ đường nét đến chuyểnđộng đều nhuần nhuyễn đến mức ngạc nhiên. Đặc biệt, các hiệu ứng nổ trông cực kỳ ấn tượng và hoành tráng, hơn hẳn các game RTS 2D khác có mặt trên thị trường. Môi trường nước trong game đều được thể hiện khá hoàn hảo và chân thực. Tất cả, từ các loài sinhvật biển đến những rặng san hô, thậm chí cả đường nước bị nhòa đi khi tàu ngầm đi qua hay những bọt bong bóng biển đều rất sinh động. Game hỗ trợ độ phân giải lên đến 1280x1024. Tuy lúc đó mọi thứ đều khá nhỏ nhưng người chơi vẫn thấy được toan bộ cục diện của trận địa.
Nói đến bộ mặt của game thì không thể thiếu phần giao diện. Đây là mặt xuất sắc nhất của ST. Mọi thông tin người chơi cần nắm về game đều được thể hiện rất chi tết và đơn giản trên những menu hay bảng điều khiển. Giao diện này tiện lợi đến mức người chơi hầu như không cần đến phím tắt. Ngoài ra, ST còn cho phép người chơi oay bản đồ theo 4 góc và zoom hình ảnh ở 3 mức độ khác nhau. Đây là đặc điểm chỉ thường thấy ở những game dạng như Simcity 2000, 3000 hay Pharaoh. Nhìn chung, đồ họa của game tuy không thể nói là xuất sắc, nhưng hoàn toàn có thể làm hài lòng người chơi.

## Âm thanh
Phần âm thanh của ST được thực hiện khá tốt tuy chựa đạt đến mức xuất sắc. Đôi lúc người chơi sẽ thấy âm thanh hơi trùng lặp, đặc biệt là đối với 2 phe WS và BO. Những câu thông báo của máy tính, những tiếng nổ đôi lúc hơi nhỏ và không được rõ ràng. Tuy nhiên, phần nhạc của game lại quá hay khiến những khuyết điểm trên trở thành không đáng kể. Những game chiến thuật khác thường sử dụng các bài soundtrack làm nhạc nền và được phát đi phát lại liên tục khiến người chơi nhàm chán, kết cuộc là họ chẳng còn chú ý gì tới âm nhạc của game nữa. Trong ST, phần âm nhạc lại là phần không thể bỏ qua vì tính độc đáo của nó. Nhạc game khi phe người chơi đang trong quá trình xây dựng, nghiên cứu nghe thật êm dịu bình yên. Nhưng khi một trận đánh bắt đầu, người chơi sẽ được thưởng thức một thứ âm nhạc cực kỳ sôi động, đẩy tính hành động của cuộc chiến lên mức cao nhất.

## Độ khó và trí tuệ nhân tạo
Đầu tiên, có thể nói ST là một game RTS khó. Dù ở mức độ nào (AI Weak, AI Medium hay AI Strong), người chơi cũng sẽ phải tốn rất nhiều thời gian mới có thể đánh bại được máy tính. Người chơi thườngcó thể hoàn thành một màn Starcraft trong 45 phút, nhưng với ST thì 2 tiếng là không nhiều. Hơn nữa, trong ST, chiến thắng khi phải 1 chọi 6 hay 1 chọi 7 là hầu như khôngtưởng. Tuy nhiên, các nhà sản xuất cũng không muốn làm khó người chơi quá. ST có chế độ Tutorial (hướng dẫn) cùng phần Help (trợ giúp) rất đầy đủ và dễ hiểu, giúp người chơi nắm được hết những nguyên tắc và chiến thuật chơi phù hợp nhất. Các game RTS thường hay bị phê bình nhiều nhất ở phần AI (viết tắt của Artificial Intelligence, có nghĩa là trí tuệ nhân tạo) của nó. Nhưng riêng về ST thì nhà sản xuất đã tạo ra một AI rất mạnh, được các nhà bình luận game khen không tiếc lời. Như đã nói ở trên, AI của ST đầu tiên được thể hiện ở chức năng Computer Assistance. Không chỉ có thế, AI của ST còn được thể hiện rõ hơn ở chiến thuật của máy tính. Máy tính, tức phe địch, sẽ không đơn giản đem thật nhiều quân đến tấn công người chơi như ở Starcraft mà chúng thật sự có những chiến thuật đánh rất linh hoạt, từ việc tập kết quân và tấn công theo nhiều hướng đến ăn cắp công nghệ của chính phe người chơi. Máy tính biết lúc nào cần tấn công, lúc nào cần rút lui… và trên hết, nó biết đâu là điểm yếu của người chơi.